# (134348) Klemperer
(134348) Klemperer est un astéroïde de la ceinture principale.

## Description
(134348) Klemperer est un astéroïde de la ceinture principale. Il fut découvert le 31 octobre 1992 à Tautenburg par Freimut Börngen. Il présente une orbite caractérisée par un demi-grand axe de 2,84 UA, une excentricité de 0,28 et une inclinaison de 5,2° par rapport à l'écliptique.

## Étymologie
Cet astéroïde est nommé en référence en l'honneur de Victor Klemperer.

## Compléments